# Lactora
Lactora est une cité aquitano-romaine implantée sur le site de l’actuelle ville de Lectoure (Gers), capitale des Lactorates, peuple de l’Aquitaine qui faisait partie de la Novempopulanie.

## Historique
Le lieu est habité dès le Mésolithique, comme l’attestent divers vestiges retrouvés sur place. Dans les escarpements calcaires qui soutenaient les remparts du Moyen Âge, existaient plusieurs grottes qui avaient été des habitats préhistoriques. Elles furent détruites vers 1850 lors de l’aménagement des chemins de ronde.
À l’époque romaine, les Lactorates vivent en bonne intelligence avec les Romains, à la différence des autres peuples voisins. Diodore de Sicile mentionne qu'un roi d’Iontôras est venu à Rome pour connaître sa culture puis est rentré dans sa patrie dont il est devenu le maître grâce à l'appui du Sénat et reste un allié fidèle de Rome. Pour Gustav Zippel et Jean-Pierre Bost, Iontôras doit être corrigé en Laktôras. L’absence de conflit entraîne une absence de documentation historique. César, dans La Guerre des Gaules, dit qu’un Aquitain nommé Piso combattit et mourut dans ses rangs. Il était le petit-fils d'un roi, peut-être le Contoniatos de Diodore, qui avait reçu du Sénat le titre d’« ami de Rome », et qui était probablement le chef des Lactorates. 
Ce témoignage est aujourd’hui sujet à caution, mais les fouilles ont révélé par ailleurs l’existence d’échanges commerciaux avec Rome bien antérieurs à la conquête militaire, ce qui tend à confirmer une alliance précoce. Toujours est-il qu’une ville gallo-romaine s’édifie au pied de la colline de Lectoure, entre celle-ci et le Gers. 
Les fouilles dans ce quartier, où se trouvent maisons individuelles, jardins, terrains agricoles, bâtiments d’artisanat et de petites industries, surtout dans le secteur de la gare (aujourd’hui désaffectée), ont toujours été circonstancielles, au gré de chantiers de construction successifs, et il n’y a pas eu de campagne de fouilles globale. Néanmoins on a pu dégager suffisamment d’indications pour avoir une idée relativement précise de ce qu’était la ville.

### Situation

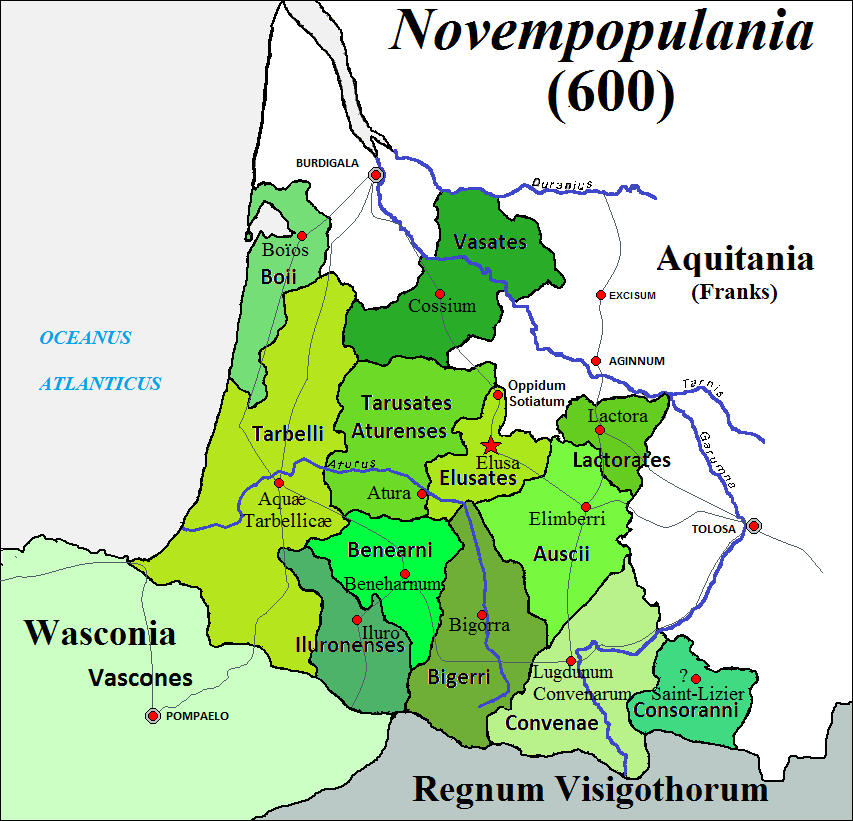
Carte de la Novempopulanie et ses peuples

Lactora est située au point de rencontre de deux voies principales, un axe est-ouest, venant de Toulouse pour aller à Bordeaux, et nord-sud qui, venant d’Agen, va vers Auch et jusqu’à Saint-Bertrand de Comminges, l’antique Lugdunum Convenarum itinéraire mentionné sur la table de Peutinger. Ces voies étaient bien empierrées et entretenues. Tout autant que la voie romaine, c’est le Gers, bien que difficilement navigable, qui permettait probablement un transport saisonnier des marchandises entre Lactora et la Garonne (importation d’amphores et poteries sigillées, exportation de blé et de vin).
D’est en ouest, la ville s’étend de la chapelle Saint-Gény (route nationale 21), jusqu’au passage à niveau qui coupe la départementale 7. Au nord, elle est limitée par la D 7 (route de Condom), jusqu’aux bords du Gers au sud, moins une mince bande de zone inondable, moins large à l’époque qu’aujourd’hui. Au sud, bordant le Gers, la plaine porte le nom de Pradoulin : l’explication locale de ce nom, prat dou lin (« pré du lin ») se rapporterait à la culture qui y dominait ; mais selon Henri Polge, il s’agirait du latin pratum olinum, « pré des oules ou poteries », en raison du grand nombre de poteries qu’on y trouvait.
Au nord se trouvent les hauteurs, qui dominent de près de 100 mètres la plaine, emplacement de l’oppidum gaulois et aujourd’hui de la ville de Lectoure. Les lieux de culte gaulois se trouvant sur la hauteur, on a pensé que les temples aux dieux romains (Jupiter et Cybèle) devaient s’y être également implantés, notamment sur l’emplacement de l’église primitive Saint-Thomas, puis de la cathédrale Saint-Gervais-Saint-Protais. L’hypothèse alternative de Georges Fabre et Pierre Sillères voudrait que ces temples aient été placés plus bas, dans la partie haute du forum qui devait se situer vers le carrefour de la route nationale 21 et de la D 7.
Au-delà des limites de l’agglomération se trouvaient de vastes propriétés agricoles et résidentielles dont les vestiges continuent d’être dégagés (villa d’Estoube).

### Première ville (Ier–IIIesiècles)
Jusqu’à l’époque d’Auguste, c’est l’oppidum et son prolongement sur le plateau de Lamarque qui sont occupés. Puis la ville est développée vers la fin du Ier siècle, sur une quarantaine d’hectares, selon le schéma classique de l’urbanisme romain, autour de deux axes se coupant à angle droit, le cardo et le decumanus, orientés avec un décalage de 28 degrés par rapport à l’axe nord-sud, pour éviter la prise aux vents dominants. On a retrouvé des chaussées larges de 4,50 mètres et 5 mètres, avec des bas-côtés de 1,50 m.
Les fouilles en bas de la ville ont révélé des maisons d’habitation (domus). L’archéologue et conservateur du musée Mary Larrieu a également mis au jour dans ce secteur un ensemble artisanal exceptionnel : un atelier de potier avec des fours, des salles de travail et de stockage, le logement du potier. À côté se trouvait un atelier de tabletterie avec salles de travail et une cour. Un four complet a été transporté au musée Eugène-Camoreyt.
L’activité économique est essentiellement agricole, céréales et vigne. On a retrouvé dans les puits funéraires gaulois des sarments de vigne taillés, ce qui montre que la viticulture était depuis longtemps à l’honneur. L’artisanat (poterie) représente une grande part des activités.

#### Religion

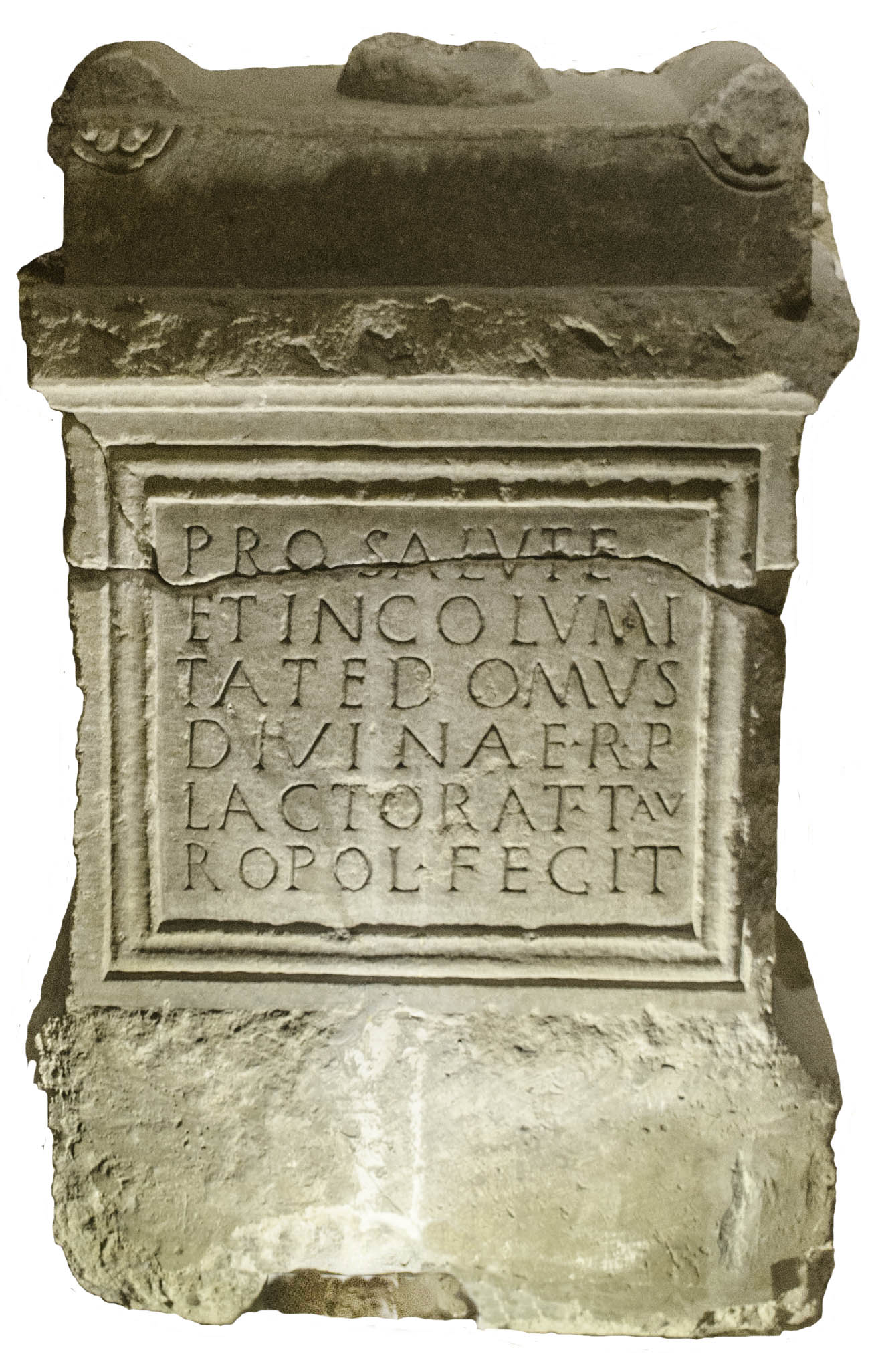
Autel taurobolique des Lactorates pour le salut de la famille impériale, vers 176 ap. JC

Aux IIe et IIIe siècles Lactora est un centre important pour le culte de Cybèle, la « Grande Mère ». On y célèbre des tauroboles, sacrifices en son honneur, commémorés par des autels tauroboliques dont on a retrouvé vingt-deux exemplaires, vingt étant conservés. On ignore l’emplacement du temple de Cybèle, ni du lieu où l’on dressait les autels commémorant les tauroboles, ni de celui de Jupiter, dont l’existence est attestée par plusieurs vestiges de statues et d’autels. Cette période voit aussi l’arrivée du christianisme, avec les premiers évangélisateurs : saint Clair d'Aquitaine, venu d’Afrique ou d’Asie, évêque d’Albi ; son compagnon saint Babyle, tous deux martyrisés à Lactora pour avoir refusé de sacrifier aux dieux païens. Au début du IVe siècle, Gény est un saint local, né et mort à Lactora, Heutère en étant le premier évêque. Au VIe siècle c’est Maurin d'Agen qui est décapité par les Wisigoths ariens.

#### Administration
Peu de documents permettent de connaître le statut administratif de Lactora. Le droit latin lui est concédé après le milieu du Ier siècle. Il existait préalablement une administration municipale de forme romaine. Une épitaphe trouvée à Aquilée montre que Lactora fut le centre d’un territoire administré par un procurateur impérial : C. Minicius Italius, préfet d’Égypte en 103, a été auparavant, à la fin du règne de Domitien, procurator prouinciarum Lugdunensis et Aquitanicae item Lactorae.

### Premières invasions
Lors des fouilles de 1964-1965, on découvre trois trésors monétaires enfermés dans un vase de bronze, un sac et un pot de terre. Les pièces les plus récentes sont datées de 281, à l’effigie de Probus. Une couche d’incendie recouvre tous les vestiges antérieurs au IIIe siècle. On sait qu’une crise grave a éclaté en 274, et s’est prolongée jusqu’au règne de Probus. Les invasions germaniques atteignent le sud-ouest et le sud de la Gaule. Elles sont repoussées par les armées de Probus, mais les troubles se poursuivent puisque ces trésors sont cachés à ce moment, et s’ensuit l’incendie qui va détruire la ville.

### Deuxième ville (IVes.)
Lactora est reconstruite peu de temps après. On nivelle le sol en récupérant les matériaux. Les nouvelles constructions sont distinctement séparées des anciennes par une grande épaisseur de charbons et de terre, et on y retrouve de nombreux remplois. La construction est moins soignée, on trouve beaucoup de piliers de bois. Les fouilles révèlent une installation de chauffage et un hypocauste de vastes dimensions qui peut laisser penser qu’il alimentait une grande maison ou des thermes publics. On découvre aussi un autre atelier de poterie où les fours sont identiques à ceux du premier, mais de plus petites dimensions.

#### La nécropole
Au sud-est de la cité, lors de l’aménagement du stade E. Vila en 1947, on découvre une vaste nécropole. Plusieurs centaines de tombeaux sont mis au jour. Ce sont pour la plupart des sarcophages de pierre, rectangulaires, avec un toit à quatre pentes. D’autres sont en briques : soit les quatre faces et le toit sont faits de tuiles plates à rebords, soit les faces sont en briques plates ou en pierres et la couverture est de tuiles formant toit à deux pentes. À l’exception de deux exemplaires apportés au musée, tous ces sarcophages sont détruits. En 1968, de nouvelles fouilles révèlent un sarcophage exceptionnel, en marbre blanc de l’École d’Aquitaine, toit à quatre pentes à écailles, décoré de pampres de vigne. Les pampres se répètent sur le devant de la cuve, encadrés de registres de chevrons superposés. Ce sarcophage a été remployé, puisqu’il était enterré. Cinq autres sarcophages de même type sont retrouvés, en moins bon état. On avance des dates entre le Ve et les VIe-VIIe siècles.
La nécropole a été employée jusqu’au XIXe s..
Deux autres nécropoles sont connues, l’une près du rempart méridional, révélant des tombes sous tegulae, l’autre sous le bastion, près de la voie de Toulouse.

### Nouvelles invasions
En 407-408, les Vandales arrivent. En 413, ce sont les Wisigoths, pour une brève durée puisqu’ils passent en Espagne en 414. Mais il est probable que ces envahisseurs ont mis à sac les richesses de la ville, bien connue pour ses terres à blé.
En 418, Constance rappelle les Goths et leur attribue un territoire allant de Toulouse à l’Océan, avec des cités de la Novempopulanie dont Lactora dut faire partie. Ces occupants conservent leurs mœurs et leur religion arienne. De cette époque date le martyre de Maurin, prêtre venu d’Agen pour prêcher. En 507, les Francs de Clovis s’emparent de Toulouse, puis de Bordeaux, en passant donc par Lactora. Leurs forces ne sont pas suffisantes pour occuper durablement le territoire, et des noyaux de tribus germaniques subsistent, comme en témoignent par exemple la nécropole et les vestiges retrouvés à Navère, non loin de la ville.
À la fin du VIe siècle, arrivent les Vascons ou Gascons, chassés par les Wisigoths de leur habitat de la haute vallée de l’Èbre.
À cette époque la ville basse doit s’être progressivement dépeuplée et a regagné les hauteurs, derrière le premier rempart, dit gallo-romain, qui sera renforcé et remanié au cours des siècles suivants.
En 840 il est possible que Lactora ait été atteinte par un raid de Normands ayant remonté la Garonne, mais les documents manquent sur cette période.

## Vestiges
De l’ancienne Lactora ne subsiste aucun vestige visible sur place. Les seuls restes sont des fondations et substructions qui demeurent pour la plupart enfouies dans le sol. En revanche, dès le XIXe siècle Eugène Camoreyt s’attacha à conserver le maximum de vestiges qu’il rassembla dans le musée qui porte son nom, puis Mary Larrieu-Duler et de nombreux archéologues complétèrent les collections et les connaissances sur cette cité, qui est loin d’avoir livré tous ses secrets.